# اریک رابساندراتانا
اریک رابساندراتانا (انگلیسی: Éric Rabésandratana؛ زادهٔ ۱۸ سپتامبر ۱۹۷۲) بازیکن فوتبال اهل فرانسه بود که در پست هافبک بازی می‌کرد.
از باشگاه‌هایی که در آن بازی کرده‌است می‌توان به باشگاه فوتبال نانسی، باشگاه فوتبال آ. ا. ک آتن، و باشگاه فوتبال پاری سن ژرمن اشاره کرد.
وی همچنین در تیم‌های ملی فوتبال زیر ۲۱ سال فرانسه و ماداگاسکار بازی کرده‌است.